# Romaleidae
Romaleidae — семейство прямокрылых насекомых из надсемейства саранчовых. Типовой род семейства — Romalea. Виды этого семейства встречаются в Северной и Южной Америках. Известно, что они полифаги, но о их рационе известно немногое. Romaleidae распространено в основном в Неотропическом регионе и являются одним из самых разнообразных местных семейств Южной Америки, с представителями в широком диапазоне местообитаний, от полузасушливых биотопов до тропических дождевых лесов.

## Трибы и отдельные роды
В базе данных Orthoptera Species File Online указаны два подсемейства:

### Bactrophorinae

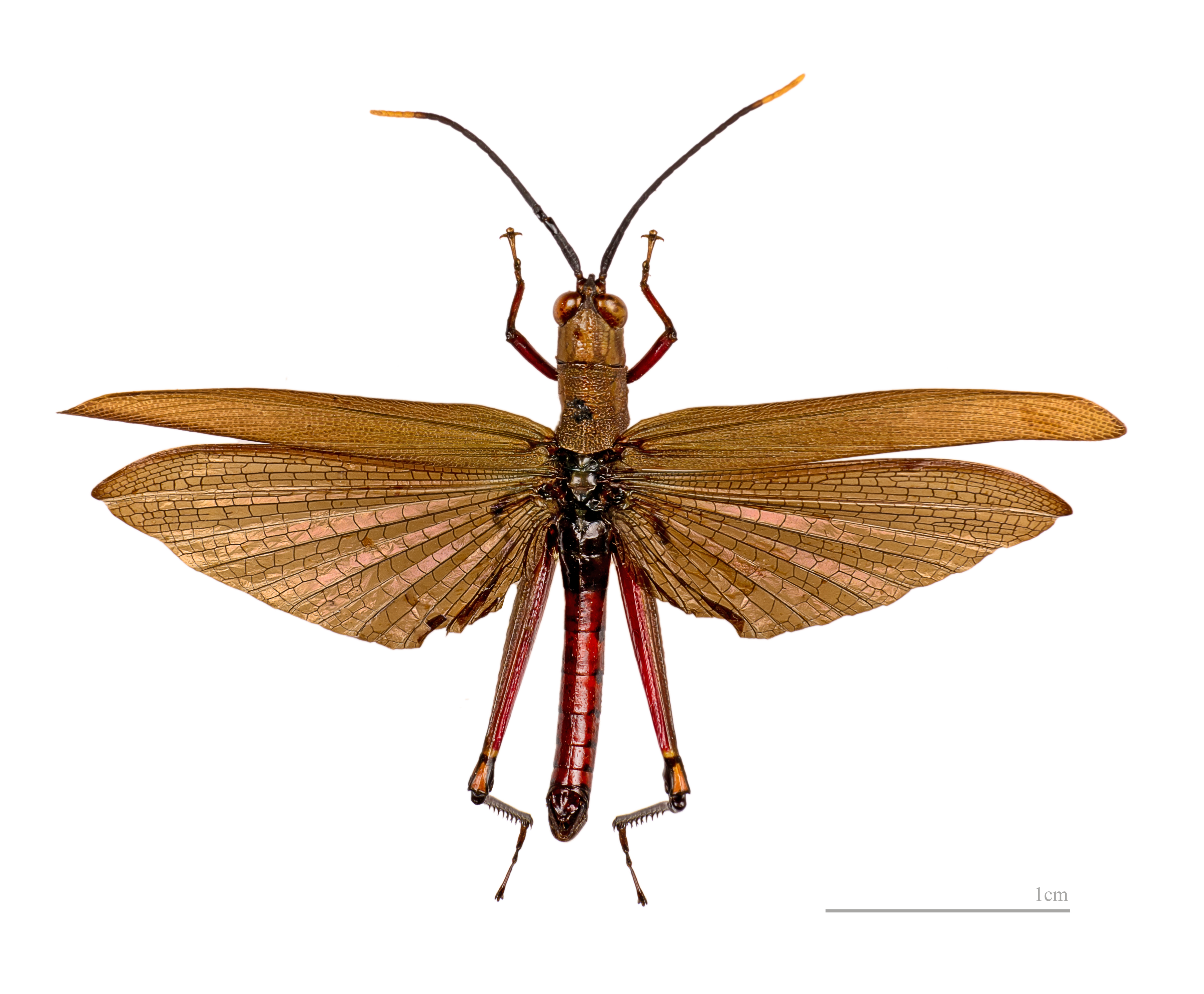
Othnacris surdaster (Bactrophorinae)

Auth. Amédégnato, 1974; распространение: Центральная и тропическая часть Южной Америки.
- Bactrophorini (Amédégnato, 1974)
  - Andeomezentia Amédégnato & Poulain, 1994
  - Bactrophora Westwood, 1842
  - Bora Amédégnato & Descamps, 1979
  - Cristobalina Rehn, 1938
  - Hyleacris Amédégnato & Descamps, 1979
  - Mezentia Stål, 1878
  - Panamacris Rehn, 1938
  - Rhicnoderma Gerstaecker, 1889
  - Silacris Amédégnato & Descamps, 1979
- Ophthalmolampini (Descamps, 1977)
  - Adrolampis Descamps, 1977
  - Aphanolampis Descamps, 1978
  - Apophylacris Descamps, 1983
  - Caenolampis Descamps, 1978
  - Chromolampis Descamps, 1977
  - Drypetacris Descamps, 1978
  - Elutrolampis Descamps, 1978
  - Euprepacris Descamps, 1977
  - Habrolampis Descamps, 1978
  - Hekistolampis Descamps, 1978
  - Helicopacris Descamps, 1978
  - Helolampis Descamps, 1978
  - Lagarolampis Descamps, 1978
  - Nautia Stål, 1878
  - Nothonautia Descamps, 1983
  - Ophthalmolampis Saussure, 1859
  - Othnacris (Descamps, 1977)
  - Peruviacris Descamps, 1978
  - Poecilolampis Descamps, 1978
  - Pseudonautia Descamps, 1978
  - Tikaodacris Descamps, 1978
  - Xenonautia Descamps, 1977
  - Zoumolampis Descamps, 1978
- Taeniophorini (Brunner von Wattenwyl, 1893)
  - Hylephilacris Descamps, 1978
  - Megacephalacris Descamps & Amédégnato, 1971
  - Megacheilacris Descamps, 1978
  - Taeniophora Stål, 1873

### Romaleinae

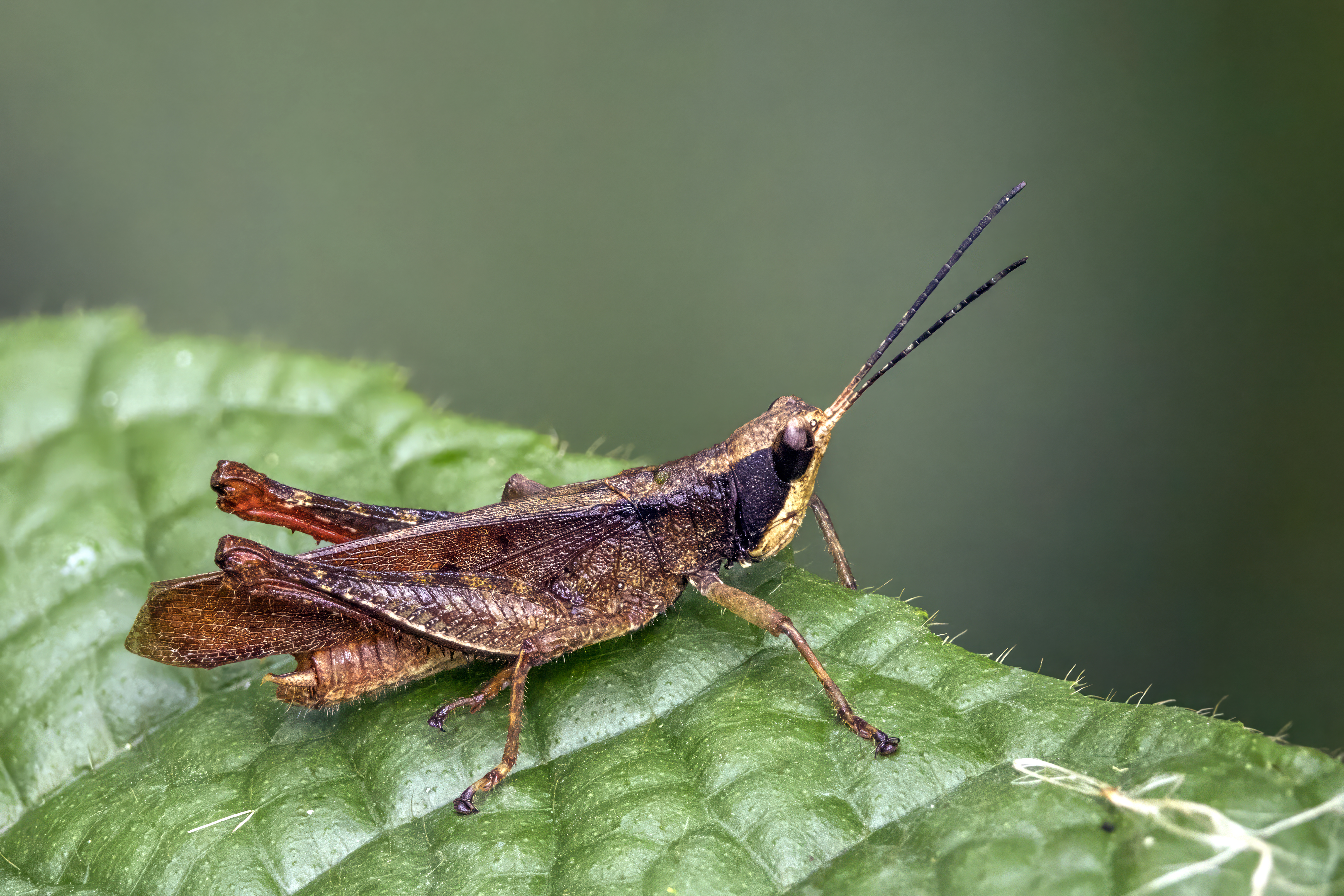
Pseudaristia oxycodia, Колумбия

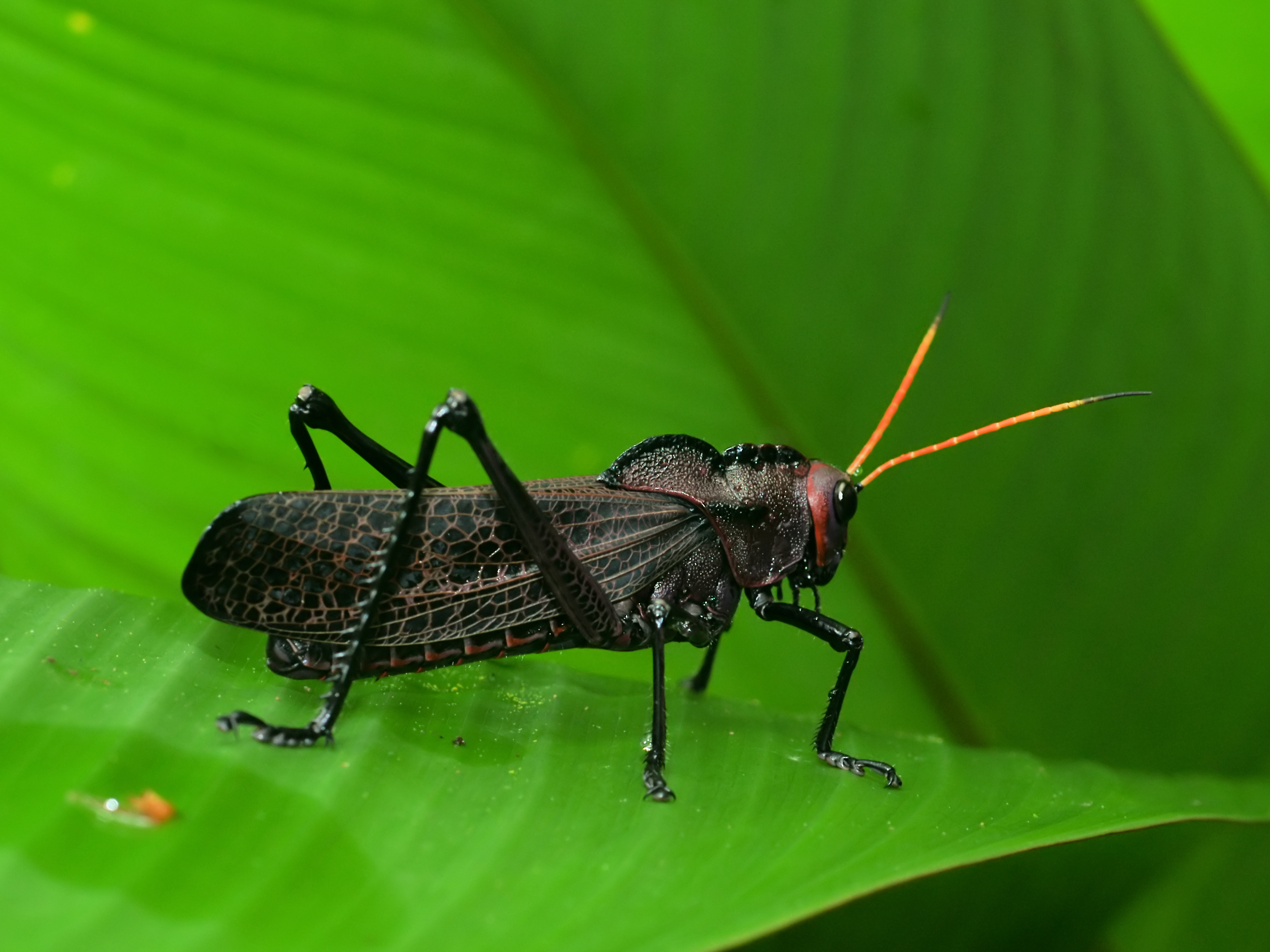
Taeniopoda reticulata

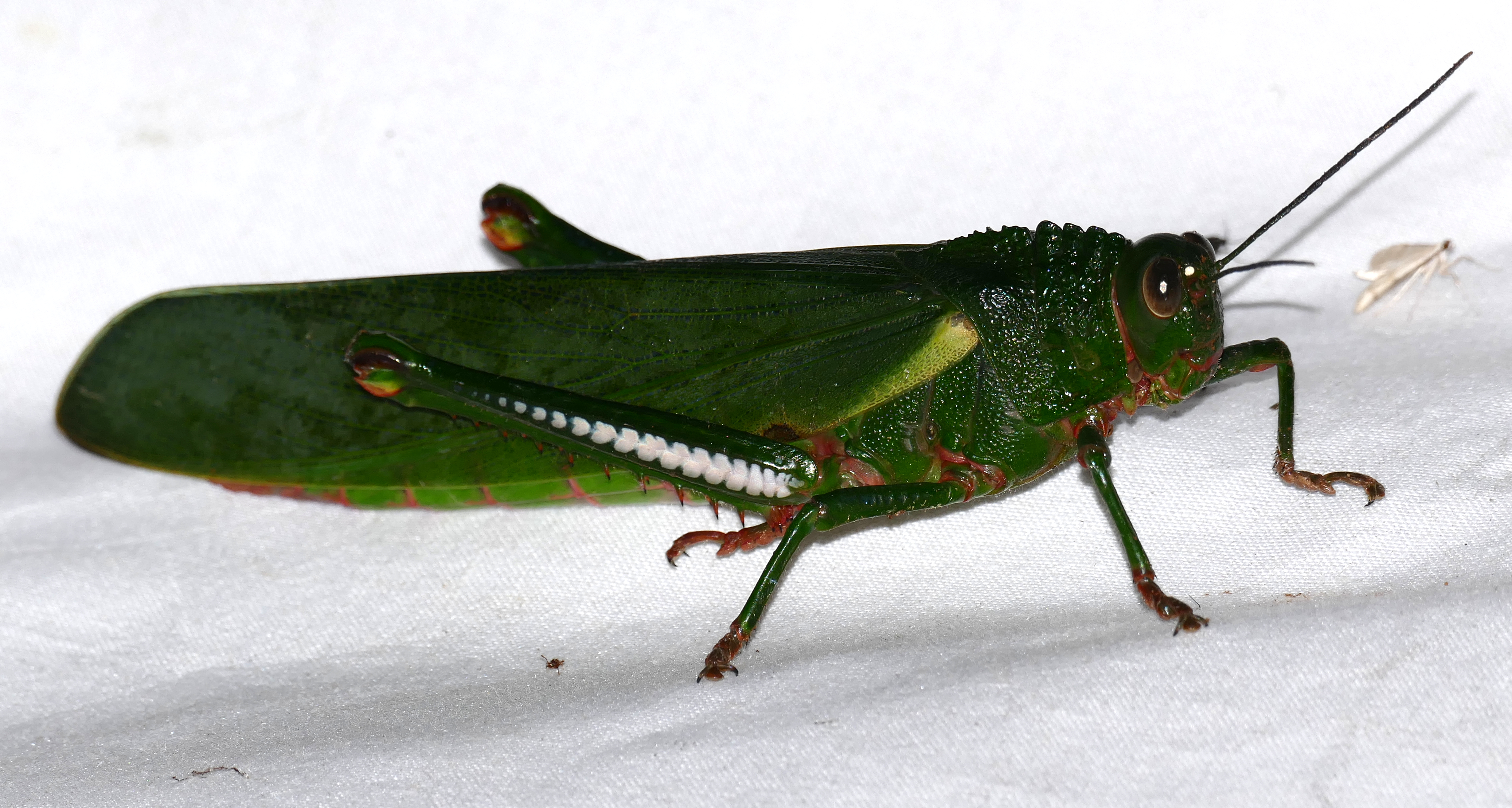
Titanacris albipes

Auth. (Brunner von Wattenwyl, 1893), избранные роды:
- Eurostacrini (Amédégnato, 1997)
  - Eurostacris Descamps, 1978
  - Pseudeurostacris Descamps, 1978
- Hisychiini (Descamps, 1979)
  - Hisychius Stål, 1878
- Leguini (Amédégnato & Poulain, 1986)
  - Ampiacris Amédégnato & Poulain, 1986
  - Legua Walker, 1870
  - Proracris Uvarov, 1940
- Phaeopariini (Giglio-Tos, 1898)
  - Abila  Stål, 1878
  - Phaeoparia Stål, 1873
- Procolpini (Giglio-Tos, 1898)
  - Procolpia Stål, 1873
- Romaleini (Brunner von Wattenwyl, 1893)
  - Dracotettix Bruner, 1889
  - Phrynotettix Glover, 1872
  - Romalea Serville, 1831 — монотипический — Romalea microptera (Palisot de Beauvois, 1817)
  - Spaniacris Hebard, 1937
  - Taeniopoda Stal, 1873
  - Titanacris Scudder, 1869
  - Tropidacris Scudder, 1869
  - Tytthotyle Scudder, 1897
- Trybliophorini (Giglio-Tos, 1898)
  - Trybliophorus Serville, 1831

### Подсемейство не установлено
- - Genus Quitus Hebard, 1924